# Károly Bari
Károly Bari (Bükkaranyos, 1 d'octubre de 1952) és un poeta, traductor, folklorista i artista gràfic hongarès.

## Trajectòria
Nascut l'any 1952 a Bükkaranyos, un petit poble de muntanya del comtat de Borsod, és el cinquè fill d'una família gitana de set germans. Va estudiar a la Facultat de Teatre i a la Facultat de Lletres de la Universitat Lajos Kossuth de Debrecen. Encara era estudiant de batxillerat quan va aparèixer el seu primer poemari, que va tenir força èxit i es va publicar en dues edicions consecutives. Des de llavors ha publicat diversos volums. A mitjan dècada dels setanta, va ser tancat a una presó de Szeged coneguda com a Csillag ('estrella'), una de les més estrictes d'Hongria, pel contingut polític dels seus poemes. Després del seu alliberament, va ser empès a la perifèria de la societat durant anys. Károly Bari escriu poemes, pinta, es dedica a la recerca del folklore i prepara traduccions de poesia estrangera contemporània així com de tradicions líriques i èpiques populars gitanes. La galeria Gödöllő va organitzar per primera vegada una exposició dels seus quadres. Després d'això, les seves obres es van presentar a Budapest, Debrecen, Szeged, París, Berlín i Estrasburg.